# Coll d'Ases

El Coll d'Ases, respecte del terme de Granera

El Coll d'Ases és una collada situada a 867,2 m d'altitud, a cavall dels termes municipals de Granera, al Moianès, i Gallifa, de la comarca del Vallès Occidental.
Està situat al sud-est del poble de Granera, a la part central de la Carena de Coll d'Ases. És a migdia de Salvatges i al sud-sud-oest del Casalot de Coll d'Ases.